# Записки на еничарина

## Биография
Спомените на сръбския войник Константин Михайлович „еничарина“ от Островица са публикувани на български език в забележителната книга „Когато всички пътища водеха към Константинопол“ на Николай А. МАРКОВ. Издадена от Фабер през 2012 г.

### Детство и юношество
Константин Михайлович е роден около 1435 г. вероятно в с. Островица при гр. Ново Бърдо. Той бил включен в състава на войсковата част в състав от около 1500 войника, изпратена от сръбския деспот Гюрг Бранкович по искане на султан Мехмед ІІ за участие в обсадата на Константинопол. В този отряд той изглежда бил включен поради уменията си в минното дело, поради което при обсадата на Града участвал като военен миньор.
След превземането на Константинопол Константин Михайлович се завърнал в Ново Бърдо, където само две години по-късно при превземането и на този град от турците той бил пленен заедно с брат си. Не е изключено тогава той действително да е бил зачислен в еничарския корпус, но нищо от разказа му за последвалите събития не подсказва за това. Все пак, като участник в османската армия, той взел участие в почти всички завоевателни походи на султан Мехмед ІІ.
Имал е участие при обсадата на Белград, при завоюването на Пелепонес, при превземането на Трапезунд и накрая при завладяването на Босненското кралство. Впоследствие той бил определен за командир на гарнизона на граничната крепост Звечай при Върбаш, която при поредната унгарска кампания в турските земи попаднала в унгарски ръце. Така Константин Михайлович вероятно бил отведен в Унгария, откъдето се заселил впоследствие някъде из земите под полска власт. Там, на спокойствие и на преклонна възраст той съставил спомените си, записани вероятно между 1497 и 1501 г.
Оригиналният ръкопис от това негово единствено съчинение не е достигнал до нас. То се познава по 16 по-късни преписа и преработки от ХVІ и ХVІІ в., от които 9 на полски и 3 на чешки език. По-късно текстът бил преведен и на латински. По всяка вероятност съчинението е било създадено обаче на полски. Ученият свят се запознава за пръв път с този интересен извор едва през 1828 г., когато той бил публикуван от А. Галензовски в неговата „Сбирка от стари полски автори“ по намерения само 5 години по-рано ръкопис в библиотеката на католическия манастир в Бердичев. Последвали още няколко полски, чешки, сръбски, немско и руско издания, а в съвремието ни и едно американско, но несъмнено най-доброто остава това на Ян Лос от 1912 г. (Pamiętniki janiczara czyli Kronika turecka Konstantego z Ostrowicy napisana mięr. 1496 a 1501. Wydal Jan Łos. W Krakowie. 1912). В това издание, по което е извършен предложеният тук превод, описанието на Константинопол е на сс. 74 – 76 (за ръкопис „Z“ от втората четвърт на ХVІ в.) и на с. 184 (за прибавката по ръкописи „P“ и „A“, първият от края на ХVІ, а вторият от началото на ХVІІ в.).

## Откъси
Оригинални негови ръкописи не достигат до нас. Все пак някои негови спомени са описани в книгите на гореспоменатите автори.
[...] Като пристигнахме пред Константинопол, определиха ни да се установим [на стан] пред Адрианополската врата, а седмица след като се бяхме установили там, царят (т.е. султанът, б.м.) по великолепен начин, без да жали парите, прекара ладиите [в Златния рог], на което се дивяха целият град и войска. Извърши го така: беше направен прокоп в планината, на чието дъно имаше греди, намазани дебело с лой, и всяка ладия с изчистен корпус беше насочвана по тях, и с разтворени ветрила всичките тридесет ладии една след друга, като че ли бяха на вода, с[музика от] зурни, с топовна стребла, а в това време битката беше прекратена заради преголямото учудване, ладиите, теглени по сушата от хора и биволи, стигнаха до морето. Като видяха, че ладиите се отправят така, гърците поискаха да им попречат, за да не стигнат до морето, но не успяха да направят нищо. И по този начин Константинопол беше обсаден както по суша, така и по море. И има един морски залив широк около два гона, който е между Константинопол и Галата или Пера. През този залив турският цар наредил да се направи мост върху лодки, а той бил направен така, че по него можело да се язди.
Турците останали край града осем седмици, като стреляли с големите топове, с които срутвали стената така, че я разрушили на [дължина] половин гон. Константинопол е голям град: обиколката му е около тридесет и две италиански мили, в него има седем хълма и забележителни сгради, големи църкви, сред които най-голяма е църквата [Света] София, до която епостроено прочутото училище, наричано Философие. Сега в тази църква се държат конете.
Този град Константинопол има три страни – две са откъм морето, а третата е [защитена от] двойна стена с големи кули, с много голям вал и с ров; на друго място има и три здрави кули, а откъм морето има зид и кули; църквата Св. София.
Стамбол е голям град, има великолепни крепостни стени, високи и дебели, както и гъсто построени кули, [поради което] турският цар не би могъл да го превземе, ако не беше подлата измяна. Заради големината на града гръцкият цар [не] можеше да има толкова много хора, че да ги подреди по зида както трябва и затова на онова място, където стената била съборена, нападащите царски еничари убили гръцкия командир, на когото била поверена [отбраната на това] място. А когато главата (т.е. командирът, б.м.) била сразена, тогава и другите уплашени започнали да отстъпват. А еничарите като се събрали там започнали да се катерят по стените и да убиват [защитниците им] и цялата царска (т.е. на султана, б.м.) сила навлязла в града, и избивали и посичали [хората] по улиците, в къщите, в църквите.
Гръцкият цар разполагал с пет хиляди пехотинци, [събрани] на площада, но не успял така бързо да ги изпрати към онова място, където стената била съборена, а и турците вече се били укрепили там. Той се бил с тях мъжки, давал отпор на езичниците толкова дълго докато се уморил, и на това място бил убит, [заедно с всички, които били с него]. Вече мъртъв, главата му била отсечена от един еничарин, наречен Саръелес, който я донесъл и я хвърлил царя (т.е. султана, б.м.), като казал:„Щастливи, господарю, ето това е главата на най-върлия ти враг.
” Царят запитал един гръцки пленник, приятел на царя (т.е. на императора, б.м.), който се казвал Андрей на кого е главата. Той отговорил, че това била главата на цар Константин Драгаш, нашия господар. Тогава царят (т.е. султанът, б.м.) възнаградил онзи еничарин с коне, пари, с чисти кафтани и с хубави шатри и му дал Агидинското войводство (?) и Анатолия. Така бил завзет Константинопол чрез подла лъжа и с лъжовно примирие от страна на езичниците.
От другата страна на морския залив е другият град – Галата или Пера, град голям и хубав, който бил сключил примирие с турския цар със следната уговорка: Ако той превземел Константинопол, [неговите жители] щели да му станат поданици. А когато той бил превзет и всички мъже [в него] били изклани, освен децата и жените, които били поделени между езичниците, жителите на Галата донесли ключа [от града] на царя и така той ги остави на спокойствие и поел към други крепости и градове и ги завладял лесно, а те всички жалостно му се подчинили. [...]